# 周防大島町

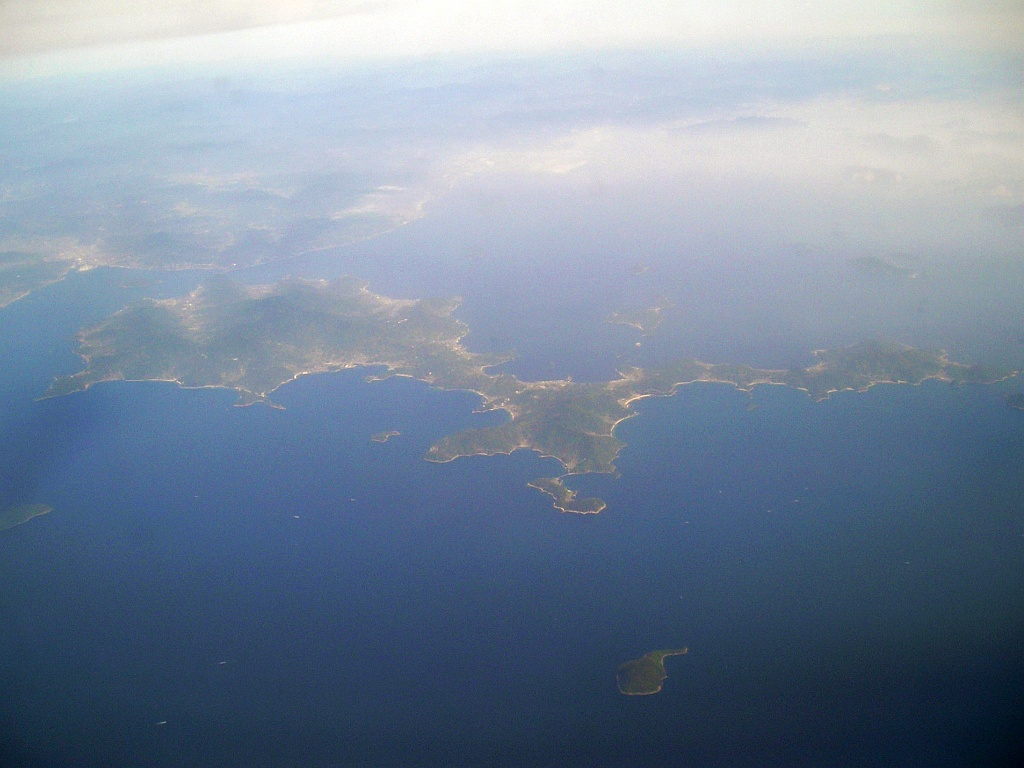
周防大島の空撮写真

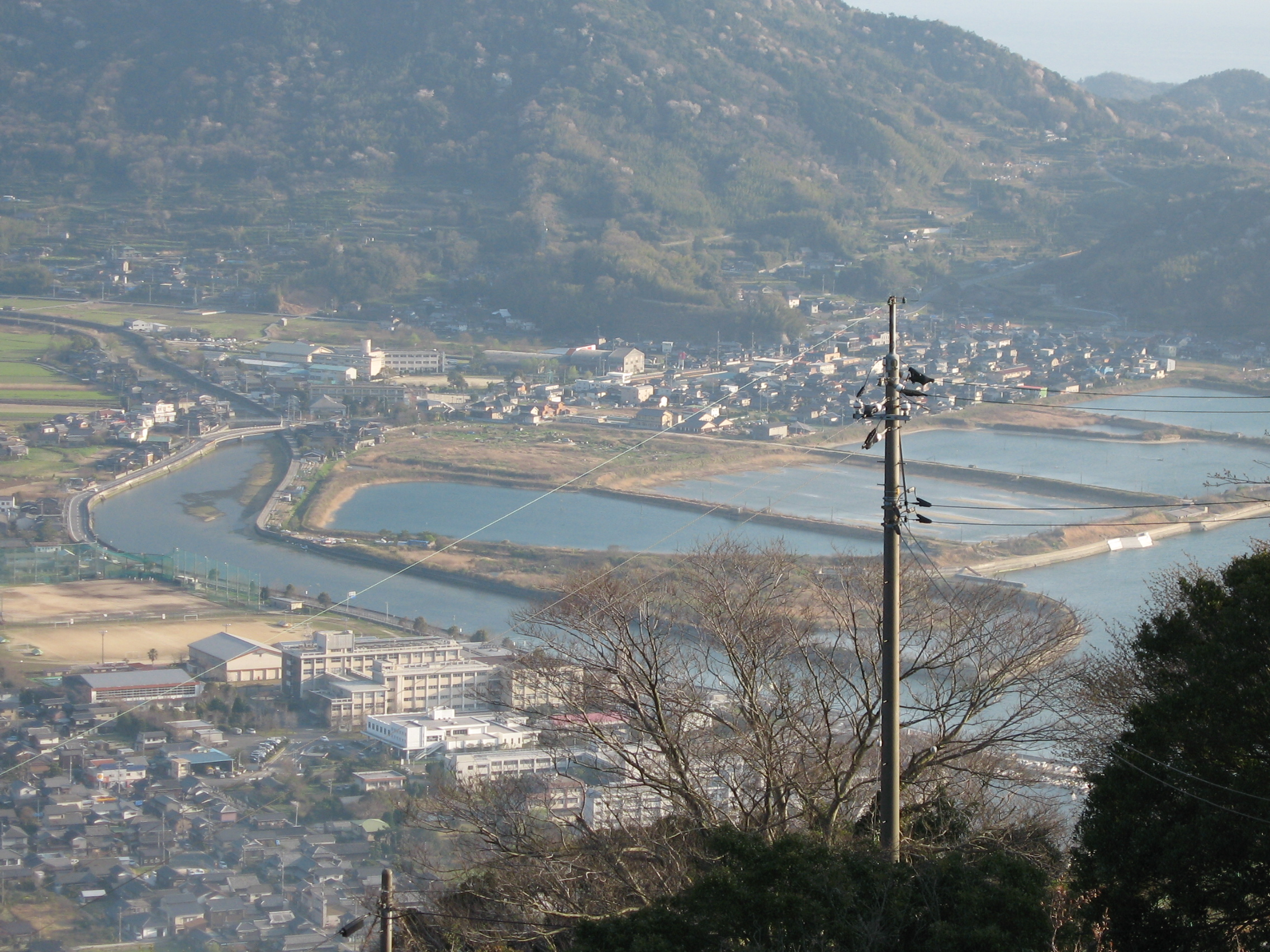
大島商船高等専門学校と小松地区遠景

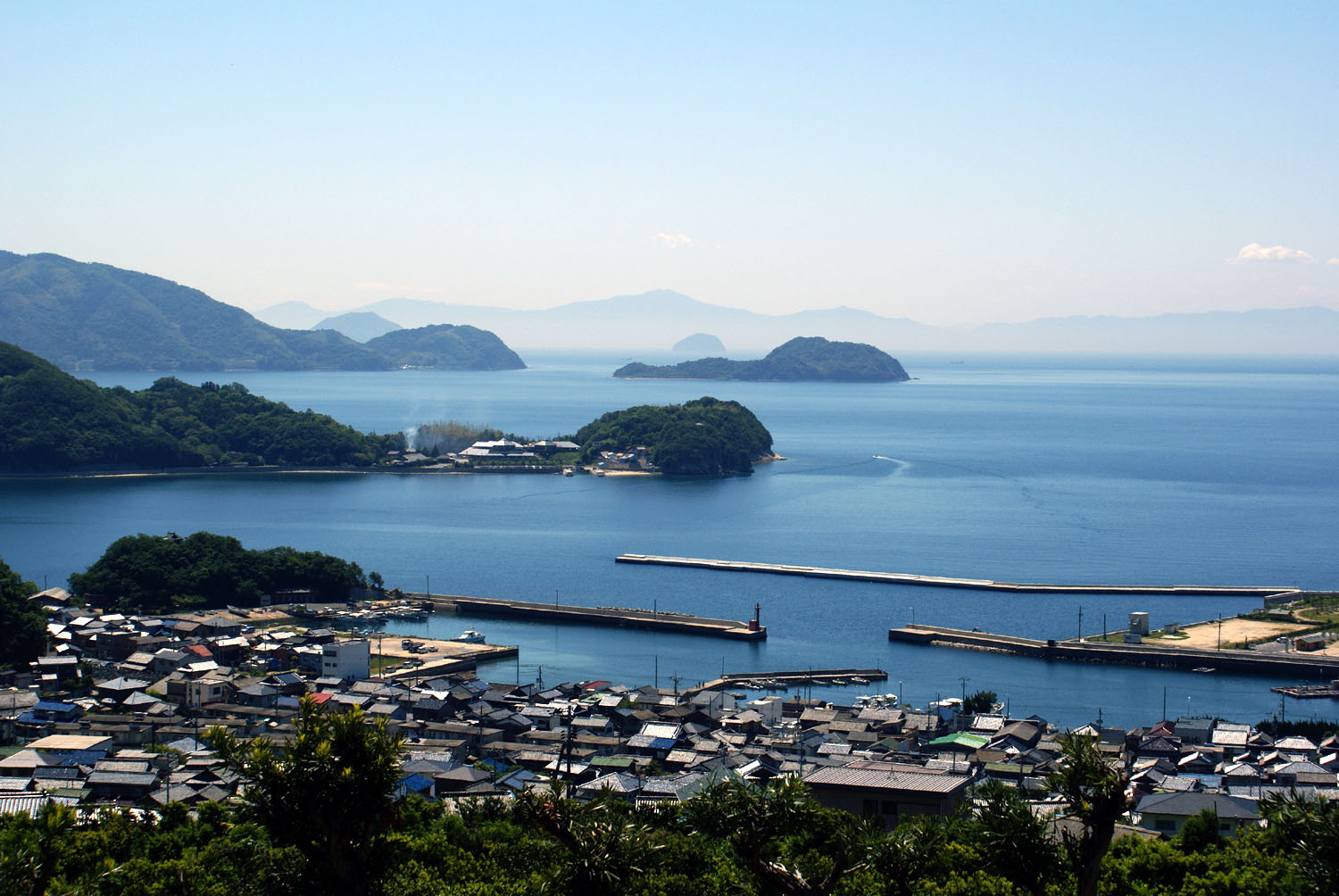
安下庄地区遠景

周防大島町（すおうおおしまちょう）は、山口県の南東部、屋代島（周防大島）に位置する町。1町で大島郡をなしている。

## 地理
周防大島町は山口県の最東端の瀬戸内海に位置し、主島である屋代島（周防大島）及び周囲の5つの有人島と25の無人島から成る。全域が瀬戸内海国立公園に指定されている。
- 架橋：1976年、屋代島が対岸の柳井市大畠と（大島大橋）、1983年に屋代島と沖家室島とは沖家室大橋により繋がった。

周防大島町に属する有人島は、
- 屋代島
- 情島（なさけじま）
- 浮島（うかしま）
- 沖家室島（おきかむろじま）
- 笠佐島（かささじま）
- 前島（まえじま）

### 気候
| 安下庄（1991年 - 2020年）の気候    | 安下庄（1991年 - 2020年）の気候 | 安下庄（1991年 - 2020年）の気候 | 安下庄（1991年 - 2020年）の気候 | 安下庄（1991年 - 2020年）の気候 | 安下庄（1991年 - 2020年）の気候 | 安下庄（1991年 - 2020年）の気候 | 安下庄（1991年 - 2020年）の気候 | 安下庄（1991年 - 2020年）の気候 | 安下庄（1991年 - 2020年）の気候 | 安下庄（1991年 - 2020年）の気候 | 安下庄（1991年 - 2020年）の気候 | 安下庄（1991年 - 2020年）の気候 | 安下庄（1991年 - 2020年）の気候 |
| 月                                 | 1月                             | 2月                             | 3月                             | 4月                             | 5月                             | 6月                             | 7月                             | 8月                             | 9月                             | 10月                            | 11月                            | 12月                            | 年                              |
| ---------------------------------- | ------------------------------- | ------------------------------- | ------------------------------- | ------------------------------- | ------------------------------- | ------------------------------- | ------------------------------- | ------------------------------- | ------------------------------- | ------------------------------- | ------------------------------- | ------------------------------- | ------------------------------- |
| 最高気温記録 °C （°F）             | 19.5 (67.1)                     | 20.7 (69.3)                     | 22.2 (72)                       | 27.0 (80.6)                     | 30.6 (87.1)                     | 32.5 (90.5)                     | 35.6 (96.1)                     | 35.7 (96.3)                     | 35.0 (95)                       | 30.6 (87.1)                     | 25.7 (78.3)                     | 21.7 (71.1)                     | 35.7 (96.3)                     |
| 平均最高気温 °C （°F）             | 10.0 (50)                       | 10.6 (51.1)                     | 13.8 (56.8)                     | 18.6 (65.5)                     | 23.0 (73.4)                     | 25.6 (78.1)                     | 29.5 (85.1)                     | 31.2 (88.2)                     | 27.9 (82.2)                     | 22.9 (73.2)                     | 17.6 (63.7)                     | 12.4 (54.3)                     | 20.2 (68.4)                     |
| 日平均気温 °C （°F）               | 6.0 (42.8)                      | 6.3 (43.3)                      | 9.3 (48.7)                      | 13.8 (56.8)                     | 18.1 (64.6)                     | 21.4 (70.5)                     | 25.4 (77.7)                     | 26.8 (80.2)                     | 23.9 (75)                       | 19.0 (66.2)                     | 13.5 (56.3)                     | 8.3 (46.9)                      | 16.0 (60.8)                     |
| 平均最低気温 °C （°F）             | 1.8 (35.2)                      | 2.0 (35.6)                      | 4.8 (40.6)                      | 9.1 (48.4)                      | 13.6 (56.5)                     | 18.1 (64.6)                     | 22.3 (72.1)                     | 23.5 (74.3)                     | 20.8 (69.4)                     | 15.4 (59.7)                     | 9.6 (49.3)                      | 4.1 (39.4)                      | 12.1 (53.8)                     |
| 最低気温記録 °C （°F）             | −5.0 (23)                       | −6.8 (19.8)                     | −3.8 (25.2)                     | −1.1 (30)                       | 4.9 (40.8)                      | 10.0 (50)                       | 15.4 (59.7)                     | 17.6 (63.7)                     | 11.8 (53.2)                     | 3.7 (38.7)                      | −0.6 (30.9)                     | −4.2 (24.4)                     | −6.8 (19.8)                     |
| 降水量 mm （inch）                 | 57.9 (2.28)                     | 85.1 (3.35)                     | 136.0 (5.354)                   | 155.3 (6.114)                   | 179.5 (7.067)                   | 281.3 (11.075)                  | 275.1 (10.831)                  | 117.1 (4.61)                    | 160.3 (6.311)                   | 129.8 (5.11)                    | 88.0 (3.465)                    | 70.2 (2.764)                    | 1,736.1 (68.35)                 |
| 平均降水日数 （≥1.0 mm）           | 7.1                             | 8.2                             | 10.1                            | 9.7                             | 8.9                             | 11.9                            | 10.2                            | 7.1                             | 8.9                             | 7.3                             | 7.5                             | 7.0                             | 103.9                           |
| 平均月間日照時間                   | 161.3                           | 157.0                           | 187.3                           | 209.2                           | 225.5                           | 171.4                           | 206.5                           | 243.8                           | 179.6                           | 186.2                           | 166.0                           | 160.4                           | 2,256.1                         |
| 出典1：Japan Meteorological Agency |                                 |                                 |                                 |                                 |                                 |                                 |                                 |                                 |                                 |                                 |                                 |                                 |                                 |
| 出典2：気象庁                      |                                 |                                 |                                 |                                 |                                 |                                 |                                 |                                 |                                 |                                 |                                 |                                 |                                 |

### 隣接している自治体
- 山口県
  - 柳井市
  - 岩国市 - 海を隔てて隣接
- 愛媛県
  - 松山市 - 海を隔てて隣接
  - 大洲市 - 海を隔てて隣接

### 人口
| |                                            |  |
| 周防大島町と全国の年齢別人口分布（2005年） | 周防大島町の年齢・男女別人口分布（2005年） |  |
| ■紫色 ― 周防大島町 ■緑色 ― 日本全国 | ■青色 ― 男性 ■赤色 ― 女性                  |  |
| 周防大島町（に相当する地域）の人口の推移 \| 1970年（昭和45年） \| 37,631人 \| \| \| 1975年（昭和50年） \| 34,331人 \| \| \| 1980年（昭和55年） \| 32,021人 \| \| \| 1985年（昭和60年） \| 29,749人 \| \| \| 1990年（平成2年） \| 27,119人 \| \| \| 1995年（平成7年） \| 24,795人 \| \| \| 2000年（平成12年） \| 23,013人 \| \| \| 2005年（平成17年） \| 21,392人 \| \| \| 2010年（平成22年） \| 19,084人 \| \| \| 2015年（平成27年） \| 17,199人 \| \| \| 2020年（令和2年） \| 14,798人 \| \| |                                            |  |
| 総務省統計局 国勢調査より |                                            |  |
| 1970年（昭和45年） | 37,631人                                   |  |
| 1975年（昭和50年） | 34,331人                                   |  |
| 1980年（昭和55年） | 32,021人                                   |  |
| 1985年（昭和60年） | 29,749人                                   |  |
| 1990年（平成2年） | 27,119人                                   |  |
| 1995年（平成7年） | 24,795人                                   |  |
| 2000年（平成12年） | 23,013人                                   |  |
| 2005年（平成17年） | 21,392人                                   |  |
| 2010年（平成22年） | 19,084人                                   |  |
| 2015年（平成27年） | 17,199人                                   |  |
| 2020年（令和2年） | 14,798人                                   |  |

### 地名
全域で合併前からの大字を継続して使用している。合併前の自治体名は、住所表記に用いない。
旧久賀町
元は単独村制であったため、大字は設置されていなかった。1956年、大島町より椋野を編入したため、同時に旧村域をもって大字久賀を設置した。
- 久賀
- 椋野（大島町より編入。大島町合併以前は蒲野村だった）

旧大島町
- 西屋代（旧屋代村）
- 東屋代（旧屋代村）
- 志佐（旧小松村）
- 小松開作（旧小松村）
- 小松（旧小松村）
- 笠佐島（旧小松村）
- 西三蒲（旧蒲野村）
- 東三蒲（旧蒲野村）
- 出井（旧沖浦村）
- 戸田（旧沖浦村）
- 横見（旧沖浦村）
- 日見（旧沖浦村）
- 家房（旧沖浦村秋。一部を橘町に編入した際に、大島町に残された当地が改称）

旧東和町
- 平野（旧森野村）
- 森（旧森野村）
- 神浦（旧森野村）
- 和佐（旧森野村）
- 内入（旧和田村）
- 和田（旧和田村）
- 小泊（旧和田村）
- 伊保田（旧油田村）
- 油宇（旧油田村）
- 西方（旧白木村）
- 沖家室島（旧白木村）
- 地家室（旧白木村）
- 外入（旧白木村）

旧橘町
- 東安下庄（旧安下庄町）
- 西安下庄（旧安下庄町）
- 浮島（旧日良居村）
- 油良（旧日良居村）
- 土居（旧日良居村）
- 日前（旧日良居村）
- 秋（1956年、大島町より編入）

## 歴史
- 2004年（平成16年）10月1日 - 久賀町・大島町・東和町・橘町が合併して発足。

## 行政
- 町長
  - 初代町長 中本冨夫（なかもと とみお）就任期間:2004年11月9日 - 2008年11月13日（山口県町村会会長を歴任。初代周防大島町長選挙において、候補者が1名だったため無投票により選出。前橘町長、元橘町議会議長。）
  - 第二代町長 椎木巧（しいき たくみ）就任期間：2008年11月14日 - 2020年11月13日（初代町長が引退を決意したため、第二代町長選挙が行われ、候補者は、第二代町長・元町議・旧久賀町長の3名であった。得票数は、順に7,101票・5,132票・2,739票〔無効投票数：241票〕前周防大島町副町長、元周防大島町総務部長。山口県町村会会長、全国町村会副会長を務めた。）
  - 第三代町長 藤本淨孝（ふじもと きよたか）就任期間：2020年11月14日 - 現職。1期目。

## 議会

### 周防大島町議会
- 議員は当初26人。合併特例は利用せず、合併後50日以内に選挙が行われた。その後定数を削減し2008年から20人、2012年から16人、2020年から14人。
- 定数：14人[3]
- 任期：2024年11月13日任期満了
- 議長：小田貞利（令和6年1月25日 - ）[4][5]
- 副議長：久保雅己（令和4年12月5日 - ）[4]

## 姉妹都市・提携都市

### 海外
- カウアイ郡（アメリカ合衆国）（1963年3月20日久賀町・大島町・東和町・橘町による姉妹都市提携）
明治から大正にかけて、大島からハワイへ約4,000人もの海外移民が行われたことによる。

## 教育

### 高等専門学校
国立
- 大島商船高等専門学校

### 専門学校
- 周防大島町立大島看護専門学校

### 高等学校
県立
- 山口県立周防大島高等学校

### 中学校
町立
- 大島中学校
- 周防大島中学校

### 小学校
町立
- 久賀小学校
- 安下庄小学校
- 浮島小学校
- 島中小学校
- 沖浦小学校
- 三蒲小学校
- 明新小学校
- 城山小学校
- 森野小学校

## 交通

### 航路
周防大島（屋代島）東端の伊保田港と柳井港（柳井市）および松山（三津浜）港を結ぶ周防大島 松山フェリーが就航している。伊保田港と松山（三津浜）港間は国道437号の海上区間でもある。
屋代島と離島との間は以下の町営渡船が就航している。
- 笠佐航路（小松港 - 笠佐島港）
- 浮島航路（日前港 - 江浦港・樽見港）
- 前島航路（久賀港 - 前島港）
- 情島航路（伊保田港 - 情島港）

### 鉄道
島内に鉄道路線は無く、対岸の山陽本線大畠駅（柳井市）が最寄りとなる。
かつては、大畠駅そばの大畠港と周防大島（屋代島）西端の小松港とを結ぶ国鉄運営の鉄道連絡船（大島連絡船）も存在したが、大島大橋の架橋に伴い航路廃止されている。

### バス
防長交通が、大畠駅をターミナルとして島内で運行している。かつては国鉄バス→中国JRバスが大島線を運行していた（鉄道の無い島を走る、唯一の国鉄バスであった）が、2007年9月30日に撤退し、防長交通に一本化された。
かつては防長交通により広島行き高速バスが運行されていた（1日1往復）。当初は久賀発着だったが、2010年以降は大島大橋南端の東瀬戸発着となっていた。

### 道路
周防大島（屋代島）の北岸を縦走するように国道437号が貫く。北西端で本土とつながる大島大橋も国道437号の一部となっている。
周防大島（屋代島）の南岸を県道大島環状線が走り、その両端は国道437号に接続する。島内に中小の県道が複数存在する。
周防大島（屋代島）の山間部中腹を大島オレンジロード（大島広域農道）が環状に走る。

## 通信
- 郵便番号は、以下の通りとなっている。
  - 大島郵便局：742-21xx、742-23xx
  - 平野郵便局：742-25xx、742-26xx、742-29xx
  - 沖浦郵便局：742-27xx
  - 橘郵便局：742-28xx

## 名所・旧跡・観光

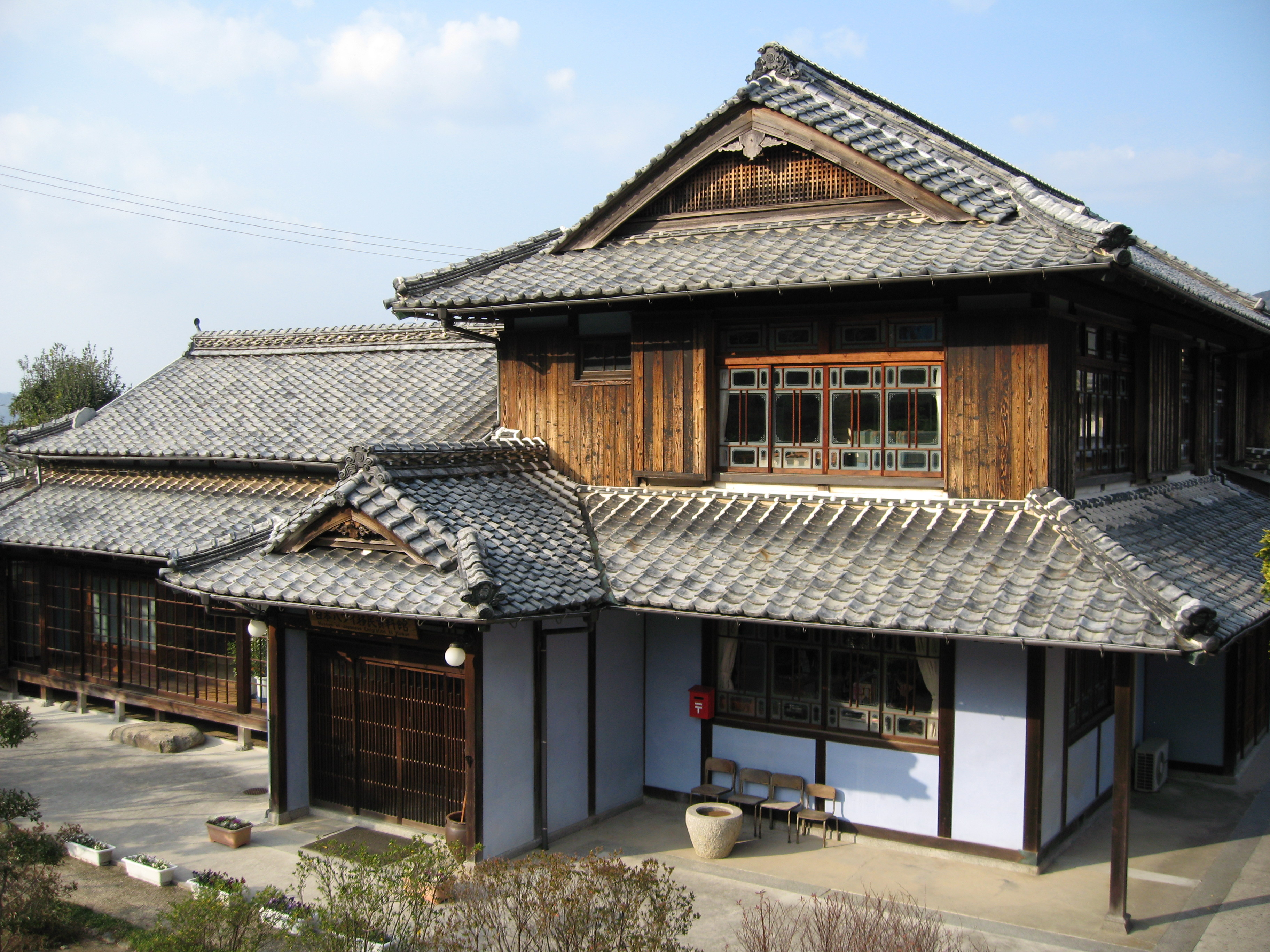
日本ハワイ移民資料館

- 片添ヶ浜海浜公園
- 片添ヶ浜温泉
- 竜崎温泉
- 大島大橋
- 沖家室大橋
- 陸奥記念館
- なぎさ水族館
- 東和青少年旅行村
- 逗子ヶ浜海水浴場
- 道の駅サザンセトとうわ
- 星野哲郎記念館
- 西長寺
- 日本ハワイ移民資料館

### コロナ疎開
2020年、2019新型コロナウイルスの感染が拡大すると、人が少なく自然豊かという理由で「コロナ疎開」する県外からの観光客が増加した。高齢者が多い状況から、地域の自治会が来島を自粛するよう呼び掛ける異例の事態となった。同年4月18日、周防大島町は感染を拡大させかねないとして、片添ケ浜海浜公園のオートキャンプ場の一時閉鎖に踏み切った。

## 周防大島町を舞台とした作品
- ときめきメモリアル (映画)（1997年） - ゲーム『ときめきメモリアル』の映画化作品。主なロケ地は片添ヶ浜海水浴場である。
- 結びの島（2021年） - 診療所や複合型介護施設を営む岡原仁志医師を追う溝渕雅幸監督のドキュメンタリー。

## 著名な出身者
- 青木周弼（大典医）
- 青木周三（官僚、政治家）
- 岩政大樹（元サッカー日本代表、コンサドーレ札幌監督）
- 受田新吉（元衆議院議員）、名誉町民[7]
- 大濱徹也（歴史学者、筑波大学名誉教授・元北海学園大学教授）
- 河本邦弘（声優、ナレーター）
- 国光文乃（衆議院議員）
- 嶋原清子（マラソンランナー、世界陸上大阪大会日本代表）
- 清水優心（プロ野球選手、北海道日本ハムファイターズ）
- 新村則人（グラフィックデザイナー）
- 奈良本辰也（歴史家、元立命館大学教授）
- 中村青田（彫刻家）
- 鶴田六郎（歌手）
- 星野哲郎（作詞家）、名誉町民[7]
- 國安正昭（元ポルトガル・ベネズエラ大使）
- 中本達也（元多摩美術大学教授、第3回安井賞受賞者）
- 松田令輔（元東急ホテルチェーン社長）
- 矢田部ゆか（フリーアナウンサー・元南海放送のアナウンサー）
- マウンテンマウス（兄妹ロックデュオ）
- 宮本常一（民俗学者）、名誉町民[7]
- 森福都（作家）
- 安広欣記（政治評論家、元読売新聞政治部次長）
- 村中龍之介（たまゆらレスト）お笑い芸人

### ゆかりのある人物
- 井岡弘樹（元プロボクシング世界チャンピオン。父が周防大島町出身）
- 井岡一翔（プロボクシング世界チャンピオン。弘樹の甥）
- 田中慎弥（芥川賞作家。母が周防大島町出身）
- 浜田省吾（シンガーソングライター。父が周防大島町出身）
- 原田真二（シンガーソングライター。父が周防大島町出身）